# 須藤凜凜花
須藤凜凜花（日语：須藤 凜々花，1996年11月23日—）是日本前女藝人，為女子偶像團體NMB48 Team N前成員，東京都出身，前所屬經紀公司為Showtitle。2017年8月30日自NMB48畢業，2019年1月31日退出演藝圈。
須藤在2013年參加「第一屆AKB集團選秀會議」獲選加入NMB48而踏入演藝圈，以成為哲學家與偶像為志願。在舞台之外的活動幫助她獲得了更多知名度，包括2015年開始的冠名節目《NMB須藤凜凜花的麻將真格對決》以及哲學書籍《生於憂患!》的出版等。

## 經歴
2013年
- 9月22日，參加了『第一屆AKB集團選秀會議』的後補者試鏡會，成為三十名候補生的其中一名[3]。
- 11月10日，在第一屆AKB48選秀會議的第一輪選秀中，獲得NMB48 Team N﹑SKE48 Team KII和 Team E 等3支隊伍的指名，最終由NMB48 Team N代表山本彩以抽籤方式獲得交涉權力[4]。

2014年
- 1月25日，在TOKYO DOME CITY HALL所舉辦的演唱会“AKB48 Request Hour 最佳200 2014”的第三日公演，與其它選秀生一起上台，正式加入NMB48。
- 3月16日，參與首次公演。
- 7月16日，因視網膜脫落暫停工作[5]。8月8日，再次出席活動。[6]

2015年
- 7月15日，NMB48第12张單曲《榴槤少年》发行。須藤擔任A面曲《榴槤少年》center（中央成員）[7]。

2016年
- 3月30日，与堀内進之介共同撰写的哲學書籍《生於憂患!》（幻冬舍出版）發售。
- 在6月1日所发行的AKB48 第44張單曲《不需要翅膀》中，初次入選AKB48單曲的選拔成員。
- 6月18日，在“AKB48第45張單曲選拔總選舉”中獲得第44位的排名，入選為Next Girls的一員。
- 6月24日，須藤接替畢業的同一團體成員渡邊美優紀，成為《大阪溫柔電視》的常態演出成員之一。
- 7月3日，在「～抱歉直到最後都是壞路姬～」的渡邊美優紀畢業演唱會中宣布NMB48第15張單曲《我不在》中收錄了自己的SOLO曲。

2017年
- 6月17日，在「AKB48第49張單曲選拔總選舉」獲得第20名，入選為Under Girls。在開票儀式上發表入選感言時閃電宣佈戀情，表示自己已經有一個喜歡的人並將會結婚；當時主持人德光和夫再三問到「妳明白自己現在在說什麼嗎？」，她仍十分強調這是事實，引起全場一片嘩然[8]。有粉絲表示對此感到十分痛心，有人亦批評其作為十分自私[9][10][11]。同日，被週刊文春爆出熱愛醜聞。NMB48營運方其後代為承認婚訊，證明事件的真確性。須藤本人亦承諾日後會認真詳細地交代結婚事宜。
- 6月21日，須藤於晚上召開記者會親口交待結婚事宜，並且宣佈已經決定畢業離隊。關於結婚的事，她透露對方是圈外人，於前年母親的生日派對上認識。須藤表示一見鍾情，二人決定以結婚為前提正式展開交往。她表示實際婚期仍然未定，又強調非奉子成婚。此外，須藤坦言在總選舉上宣佈結婚是對前輩所建立的一切有所不敬，但仍然希望親口宣佈。對於離隊事宜，她表示總製作人秋元康曾經挽留她，惟心意己決，至於離隊日期尚未決定。須藤現時表示畢業後沒有明確的去向，沒有表明離開演藝圈，亦正在考慮入讀大學。
- 8月6日，須藤凜凜花在NMB48演唱會上，首度向全體隊友當面謝罪。
- 8月30日，在NMB48劇場舉行畢業公演後，正式從NMB48畢業。

## 唱片

### NMB48單曲
|      | 發行日期       | 單曲名稱         | 參與歌曲名稱               | 名義             | 備註                      |
| ---- | -------------- | ---------------- | -------------------------- | ---------------- | ------------------------- |
| 9rd  | 2014年3月26日  | 高山上的蘋果     | 整週全都是星期一的話也不錯 |                  | 出道作品                  |
| 9rd  | 2014年3月26日  | 高山上的蘋果     | 雨傘不需要                 |                  |                           |
| 10th | 2014年11月5日  | 真不像我         | 休戰協定                   | Team N           |                           |
| 11th | 2015年3月31日  | Don't look back! | Don't look back!           |                  | A面曲 首次進入NMB48選拔組 |
| 11th | 2015年3月31日  | Don't look back! | 戀愛欺騙者                 | Team N           |                           |
| 11th | 2015年3月31日  | Don't look back! | 尼采前輩                   | 難波鐵砲隊之其六 | Center                    |
| 12th | 2015年7月15日  | 榴槤少年         | 榴槤少年                   |                  | A面曲 Center              |
| 12th | 2015年7月15日  | 榴槤少年         | 生命的中心                 | Team N           |                           |
| 13th | 2015年10月7日  | Must be now      | 單戀不如回憶…              |                  |                           |
| 13th | 2015年10月7日  | Must be now      | 夢想沒有顏色的理由         | Team N           |                           |
| 14th | 2016年4月27日  | 輕咬少女         | 輕咬少女                   |                  | A面曲                     |
| 14th | 2016年4月27日  | 輕咬少女         | 虛幻的故事                 | Team N           | 与太田梦莉共同担任Center  |
| 14th | 2016年4月27日  | 輕咬少女         | 彩虹的製作法               |                  |                           |
| 14th | 2016年4月27日  | 輕咬少女         | 道頓堀、讓我哭吧           |                  |                           |
| 15th | 2016年8月3日   | 我不在           | 我不在                     |                  | A面曲                     |
| 15th | 2016年8月3日   | 我不在           | 從天而降的戀愛             | Team N           | 与太田梦莉共同担任Center  |
| 15th | 2016年8月3日   | 我不在           | 短髮的夏天                 | 須藤凜凜花       | Solo曲                    |
| 16th | 2016年12月28日 | 除我之外的人     | 除我之外的人               |                  | A面曲                     |
| 16th | 2016年12月28日 | 除我之外的人     | 途中下車                   |                  |                           |
| 16th | 2016年12月28日 | 除我之外的人     | 孤独吉他                   | Team N           | 与薮下柊共同担任Center    |

### AKB48單曲
|      | 發行日期      | 單曲名稱           | 參與歌曲名稱   | 名義        | 備註                      |
| ---- | ------------- | ------------------ | -------------- | ----------- | ------------------------- |
| 43rd | 2016年3月9日  | 你就是旋律         | 紧抓不放的青春 | NMB48       |                           |
| 44th | 2016年6月1日  | 不需要翅膀         | 不需要翅膀     |             | A面曲 首次進入AKB48選拔組 |
| 45th | 2016年8月31日 | LOVE TRIP/分享幸福 | 没进化嘛       | Next Girls  |                           |
| 47th | 2017年3月15日 | Shoot Sign         | 午夜的逞强     | NMB48       |                           |
| 48th | 2017年5月31日 | 空有愿望           | 当代PARA       |             |                           |
| 49th | 2017年8月30日 | #就是喜欢你        | 拖泥带水的爱恋 | Under Girls |                           |

### NMB48专辑
|     | 發行日期      | 专辑名稱                        | 參與歌曲名稱 | 名義   | 備註 |
| --- | ------------- | ------------------------------- | ------------ | ------ | ---- |
| 2nd | 2014年8月13日 | 世界的中心是大阪 ～難波自治區～ | 下电车       | Team N |      |
| 3rd | 2017年8月2日  | 难波爱～现在、想到的事情～      | 竟然是新加坡 |        |      |
| 3rd | 2017年8月2日  | 难波爱～现在、想到的事情～      | 难波爱       |        |      |

### AKB48专辑
|     | 發行日期      | 专辑名稱 | 參與歌曲名稱           | 名義 | 備註 |
| --- | ------------- | -------- | ---------------------- | ---- | ---- |
| 8th | 2017年1月25日 | 点时成菁 | 是因为这样我才喜欢你吗 |      |      |

### 劇場公演分組曲
| 公演名稱                      | 參與歌曲名稱       | 備註                               |
| ----------------------------- | ------------------ | ---------------------------------- |
| Team N “天使在这里”公演       | 无论多少次都要命中 | 室加奈子、小谷里歩、村重杏奈的代演 |
| Team N “天使在这里”公演       | 在世界被雪淹没之前 | 2nd Unit                           |
| Team N “天使在这里”公演       | 第一颗星星         | 与仪凯拉的代演                     |
| Team N “天使在这里”公演       | 即使100年前        | 与仪凯拉、岸野里香的代演           |
| Team N 4th Stage「目击者」    | 芬兰奇迹           |                                    |
| 嘉德丽亚兰组 “天使在这里”公演 | 拉链               |                                    |
| 嘉德丽亚兰组 “天使在这里”公演 | 第一颗星星         |                                    |
| 嘉德丽亚兰组 “天使在这里”公演 | 即使100年前        |                                    |

## 媒体演出

### 電視節目
- AKB48集团选秀生冠名番组 （2014年2月20，2月21日， NOTTV）
- 《NMB和學習君》: 常態成員 (關西電視台)
- 《NMB須藤凜凜花的麻將真格對決》：冠名節目（TBS）
- 《AKBINGO!》: 不定期成員
- 《大阪溫柔電視》: 常態成員（2016年6月24日~，讀賣電視台)

### 电视剧
- AKB恐怖夜 腎上腺素之夜（2015年10月29日，朝日電視台） - 飾 （單篇主演）
- 陪酒须加学园 （2016年10月30日，日本電視台） - 飾 哲学（テツガク）

## 著作
- 《將人生置於危險吧!》（共同作者堀內進之介，2016年3月30日發售；幻冬舍）ISBN 978-4344029064

## 外部連結
- NMB48官網個人介紹頁 （页面存档备份，存于）（日語）
- NMB48官方Blog （页面存档备份，存于）（日語）
- 須藤凜凜花的X（前Twitter）（日語）
- 須藤凜凜花的Instagram帳戶（日語）
- 須藤凜々花（NMB48）的talk （页面存档备份，存于） - 755（日語）